# Ludification
La ludification,, couramment désignée par l'anglicisme gamification, est l'utilisation des mécanismes du jeu dans d’autres domaines, en particulier des sites web, des situations d'apprentissage, des situations de travail ou des réseaux sociaux. Son but est d’augmenter l’acceptabilité et l’usage de ces applications en s’appuyant sur la prédisposition humaine au jeu et le système de récompense.
Il s’agit d’une manière nouvelle de gérer une équipe, de saisir les problématiques, d’éveiller une motivation chez autrui et d’installer une ambiance de travail. Une forme novatrice de management, qui s’inscrit dans de nombreux domaines de la société, si bien que comprendre le concept de ludification est une façon d’analyser les fonctionnements des milieux de l’entreprise, de l’éducation, du sport, des relations sociales, ou encore de la santé. 
Plus clairement, la ludification doit permettre de motiver une équipe à atteindre ses objectifs. Ainsi, il ne s’agit pas d’une fin en soi mais des procédés à utiliser pour parvenir à cette situation, ce but. Plusieurs méthodes sont donc proposées au sein de la ludification et adaptées en fonction du contexte, de la demande et des besoins. Ces méthodes offriront chacune un résultat différent mais permettront à l’équipe de changer son regard sur l’objectif à atteindre et sur la façon d’y arriver. 
Cette technique de conception permet d’obtenir des personnes des comportements actifs et impliqués sur des tâches que l’on ne voudrait pas faire car on pourrait les considérer comme sans intérêt ou rébarbatives : remplir un questionnaire, acheter un produit, regarder des publicités ou assimiler des informations. Bien que le terme soit effectivement récent dans la recherche, il est nécessaire de rappeler que des processus de ludification ont existé avant l'introduction massive du jeu vidéo dans le quotidien des individus. Ainsi, comme exemple de ludification, nous pouvons citer les systèmes de « bons points » utilisés dans les classes de petites sections et de maternelles. Ces récompenses s'obtenaient par la participation des élèves aux exercices mis en place par l'enseignant et s'échangeaient, à la façon d'une monnaie, contre des images ou autres lots. On peut aussi évoquer les bons de réduction, qui s'apparentent pour partie à ce processus du jeu, dans une activité de consommateur.

## Méthodes
D’une manière générale, la ludification peut intervenir dès lors que la « réalité » ne correspond plus à ce qui motive le plus les acteurs. Pour permettre à ces derniers de recouvrer ou de conforter une envie et une force d’agir, la mise en place d’un système « ludifié » apparaît comme optimale. Une idée surprenante mais qui témoigne de résultats du fait d’une dizaine de mécaniques adaptables aux différentes conditions. L’engagement, le plaisir, l’envie, et l’attention sont fortifiés par des principes structurants basés sur la logique des jeux. C'est d'ailleurs ce qui apparaissait dès 2010, dans des interviews auprès des  nouveaux producteurs de serious games. Leurs motivations se trouvaient dans la nature numérique du serious game, leur attractivité, l'acquisition des informations et certains de leurs aspects universels. 
Comment fonctionnent ces mécaniques ? 
La dynamique de la ludification s’exprime à travers quatre grandes dynamiques que sont les émotions, les contraintes, les relations et l’idée de progrès.
Pour faire émerger une motivation dite « extrinsèque »,  et répondre à des objectifs précis, ce sont les mécaniques des points, des classements et des badges qui sont le plus souvent utilisées. Ainsi, la personne se voit immergée dans une logique de gain de points ou de badges, et une mise en importance de sa place par le biais de classements. Elle en ressentirait alors une motivation spontanée d’action, permettant de répondre aux objectifs donnés, du fait même de vouloir l’obtention de ces gains. Ces techniques démontrent notamment leur efficacité pour des faits ponctuels ou des relances de motivation mais n’exercent généralement pas de réelle influence sur le long terme. 
Pour une efficacité plus ancrée, les adeptes de la ludification utilisent davantage les idées d'objectifs, de défi et de progression ou d'amélioration, sollicitées par des « passages de niveau » qu’il est possible d’effectuer à travers ses actions. C’est l’idée du progrès en général et de tous les domaines qu’il touche chez l’individu : estime de soi, favorisation du lien social, maîtrise, sentiment d’accomplissement. L’ensemble de ces principes atteindrait davantage la motivation dite intrinsèque, qui se procure « par l’intérêt et le plaisir que l’individu trouve à l’action, sans attente de récompense externe », que la motivation extrinsèque vue précédemment et qui ne serait provoquée que par une circonstance extérieure à l’individu, telles, ainsi que nous l’expliquions, une pression sociale, une récompense, une obtention de l’approbation d’une personne tierce...
Néanmoins, un procédé peut avoir un impact différent en fonction de l’intérêt de la personne pour cette récompense. Il est possible que l’une y porte une attention considérable tandis qu’une autre ne le voit qu’avec une indifférence absolue en fonction de ce qu’il valorise personnellement, de ce qui a de l’intérêt véritable dans sa conception intime. La motivation, en ce sens, n’est pas stimulée avec la même « force » selon les personnes.  
Pour Amy Jo Kim, la ludification se résume à cinq caractéristiques :
- collectionner
- gagner des points
- intégrer un mécanisme de rétroaction (ou « boucle d'engagement »[8])
- encourager les échanges entre joueurs
- permettre la personnalisation du service

Il existe bien entendu d’autres caractérisations, par exemple en cinq points (intrigue, défi, récompense, statut, communauté).

## Historique
La diffusion du terme de « ludification » ou de « gamification » commence à la fin des années 2000, à la suite d’une intervention du professeur Jesse Schell à la conférence DICE (Design, Innovate, Communication, Entertainement), rassemblement annuel de concepteurs de jeux vidéo, où il partage l’idée d’un avenir dans lequel toutes les activités du quotidien seraient soumises à un système de points et de récompenses.
À partir de cette conférence, le terme de "ludification" fut associé à toutes les sphères de la vie sociale qui transposent les mécanismes du jeu dans un domaine dit non-ludique.

## Intérêt
La ludification a non seulement pour but d’augmenter l’efficience de projets en tout genre mais également d’améliorer notre quotidien. L’extension du jeu dans la vie quotidienne ne s’arrête pas aux tâches de loisirs vécues comme « plaisantes » telles que passer du temps sur les réseaux sociaux (Facebook, Twitter). La ludification s’étend désormais vers les tâches considérées comme moins plaisantes comme les tâches ménagères. Le jeu en ligne Chore Wars est un exemple de ludification appliqué à l’entretien d’une maison. Fonctionnant un peu sur le mode de World of Warcaft, Chore Wars propose une série de quêtes à réaliser entre colocataire ou en famille sauf que ces quêtes correspondent à des tâches ménagères. À chaque corvée effectuée, le joueur gagne des points et peut faire évoluer son avatar au niveau suivant.

## De la ludification à la ludicisation de l'apprentissage
Étymologiquement, le vocable ludification est construit sur le latin facere qui traduit l’idée qu’il est possible de « faire le jeu ». Ludifier relèverait alors d’une activité de transformation automatique et non problématique se traduisant par une approche essentialiste des phénomènes ludiques. Ainsi, en s’appuyant sur Henriot , Genvo  et Sanchez proposent d'utiliser le terme ludicisation pour les contextes d'apprentissage. Ce terme permet d'insister sur l'importance de prendre en compte non pas le jeu (ludus), l’artefact qui est utilisé pour jouer, mais la situation de jeu. Selon ce modèle, il n’existe pas d’éléments à proprement parler mais des éléments qui, combinés, peuvent constituer une structure ludique, un jeu, et des interactions qui, lorsqu’elles se mettent en place (lorsqu’un joueur accepte de jouer) permettent le développement d’une situation de jeu. 
Le terme ludicisation paraît alors plus approprié. En effet, le suffixe « icisation » ne renvoie pas à l’idée que l’on puisse « faire » un jeu comme le laisse penser le suffixe « fication » (facere) de ludification mais plutôt à l’idée qu’il est possible de transformer une situation en jeu. Comme le soulevait déjà Jacques Henriot en 1989, c’est l’intention qui fait le jeu et non l'objet en lui même. Ce n’est pas « dans la matérialité des objets, dans la factualité des gestes, que l’on a des chances de détecter la présence de l’élément ludique » . Cette approche conduit à définir le jeu par le sens que le joueur donne à la situation plutôt que par les actes qu'il est amené à effectuer.

## Entreprises ludifiées
Dans le cadre de la formation, les entreprises investissent de plus en plus dans des programmes de formation numérique qui permettent à leurs collaborateurs d'apprendre de manière ludique. Les plateformes de formation en ligne dites « ludiques » sont de plus en plus utilisées par les entreprises.
Au-delà du jeu sérieux, qui est régulièrement utilisé pour susciter l'engagement au sein d'organisations déjà établies, certaines organisations se construisent directement autour de règles de jeu. C'est le cas par exemple de 2PS, une société de service-conseil basée sur des consultants autonomes mais qui collaborent grâce à un système de points et de récompenses.

## Application à la société
Au-delà de l’entreprise, la ludification est présente dans tous les domaines de la vie sociale tels que le commerce, l’enseignement, l’écologie, l’armée, l'information et la vie quotidienne… Son but est de rendre le plus efficient possible les actions et démarches prioritaires présentes dans chaque domaine de la vie sociale. Par exemple, la « Green gamification » aurait l’avantage d’accélérer les « bons » comportements en les intégrant de manière plus durable dans les modes de vie par le biais de la gratification immédiate. Afin d’améliorer le système de tri collectif, la Suède a transformé en 2009 un conteneur de tri de verre en machine à jouer. Les six trous du conteneur furent agrémentés d’un dispositif visuel afin que chaque trou s’allume de manière intermittente. Le but pour le joueur était alors de jeter le verre à recycler dans le trou qui s’allumait. Le dispositif connut lui aussi un franc succès car le volume de verre trié fut multiplié par 2.
En regardant du côté des défenseurs de la ludification, l’on s’aperçoit que cette idée va bien au-delà de la seule application du jeu dans des sphères non-ludiques. En effet, la ludification revêt pour certains une manière de penser la société dans son ensemble.
Jane McGonigal : « Si nous voulons résoudre des problèmes comme la famine, la pauvreté, le changement climatique, les conflits, l’obésité, je crois que nous devons viser à jouer en ligne au moins 21 milliards d’heures par semaine d’ici dix ans »
Pour transformer le monde et trouver des solutions aux problèmes de la vie réelle, il y aurait besoin de 21 milliards d’heures de jeu par semaine contre les 3 milliards d’heures que passent les joueurs actuels à jouer en ligne. Son idée est de transposer ce temps de jeu virtuel à celui d’un jeu qui aurait des conséquences et des bienfaits sur la réalité. « À ce jour, les joueurs de WoW ont collectivement passé 5,93 millions d’années à résoudre les problèmes d’Azeroth »
Dans sa rhétorique, le jeu apparaît comme la solution pour l’avenir de la planète et de l’humanité en s’appuyant sur les capacités du joueur à devenir le super-héros qu’il incarne dans les jeux vidéo, à devenir acteur de son quotidien pour le bien de tous. McGonigal porte ainsi le projet d’une société améliorée à travers ce support et elle nous dévoile sa posture, pro-ludification, tout en essayant de nous convaincre de la nécessité de jouer pour transformer le monde. « Mon but pour les dix prochaines années est de faire en sorte qu’il soit aussi facile de sauver le monde dans la réalité qu’il l’est dans les jeux vidéo. Pour cela j’ai un plan, qui implique de convaincre plus de gens, y compris à passer plus de temps à jouer à des jeux plus grands et meilleurs. «  Nous ne voulons pas prédire le futur. Ce que nous voulons est inventer le futur. Nous voulons imaginer le meilleur résultat possible. Et nous voulons embarquer tout le monde pour rendre ce résultat réel. (…) Eh bien j’espère que vous serez d’accord avec moi pour dire que les joueurs sont une ressource humaine utilisable pour effectuer des tâches dans le monde réel, que les jeux sont un moyen puissant pour le changement. (…) J’espère vraiment que nous saurons nous réunir pour jouer à des jeux utiles, pour survivre encore 100 ans sur cette planète. Mon souhait est que vous me rejoigniez pour créer de tels jeux et y jouer ».

## Critiques
Pour les pro-ludification, le phénomène va prendre de l’ampleur dans les années à venir en s’appuyant à la fois sur les nouvelles générations où le jeu vidéo est devenu une référence et qui portent de nouvelles valeurs ainsi que sur « l’exode massif vers les mondes virtuels et les environnements de jeux en ligne » selon les mots d’Edward Castranova, prononcés par Jane McGonigal.
Une autre critique apportée à la ludification est qu'il arrive souvent que le jeu devienne plus important que le message ou l’utilité dégagés par l’application ludifiée. Par exemple, pour les gestes écologiques, que le sens du jeu disparaisse (trier ses déchets) pour laisser place à ses mécaniques (acheter plus de produits, marquer plus de points) alors que la meilleure façon de ne pas polluer est de ne pas consommer.
De la même façon, en fonction des comportements problématiques de l'usage de la technologie et associé aux jeux et jeux vidéo, il est conseillé de faire une analyse profonde afin d'arriver à un design qui puisse véritablement contribuer à l'apprentissage de la langue. 